# HD 30479
HD 30479 ( eller HR 1531) är en ensam stjärna i den mellersta delen av stjärnbilden Taffelberget, som också har Bayer-beteckningen 13 G Mensae. Den har en skenbar magnitud av ca 6,04 och är mycket svagt synlig för blotta ögat där ljusföroreningar ej förekommer. Baserat på parallax enligt Gaia Data Release 2 på ca 6,0 mas, beräknas den befinna sig på ett avstånd på ca 540 ljusår (ca 166 parsek) från solen. Den rör sig bort från solen med en heliocentrisk radialhastighet på ca 10 km/s.

## Egenskaper
HD 30479 är en orange till gul jättestjärna av spektralklass K2 III. Den har en massa som är ca 1,3 solmassor, en radie som, baserat på en uppmätt vinkeldiameter av 1,01 ± 0,07 mas, kompenserad för randfördunkling, är ca 18 solradier och har ca 116 gånger solens utstrålning av energi från dess fotosfär vid en effektiv temperatur av ca 4 400 K.